# 岡駅
岡駅（おかえき）は、宮城県角田市岡にある阿武隈急行線の駅である。キャッチフレーズは、「明日の宇宙を拓くまち」。

## 歴史
- 1968年（昭和43年）4月1日：開業[1]。
- 1986年（昭和61年）7月1日：国鉄から阿武隈急行に移管[1]。

## 駅構造

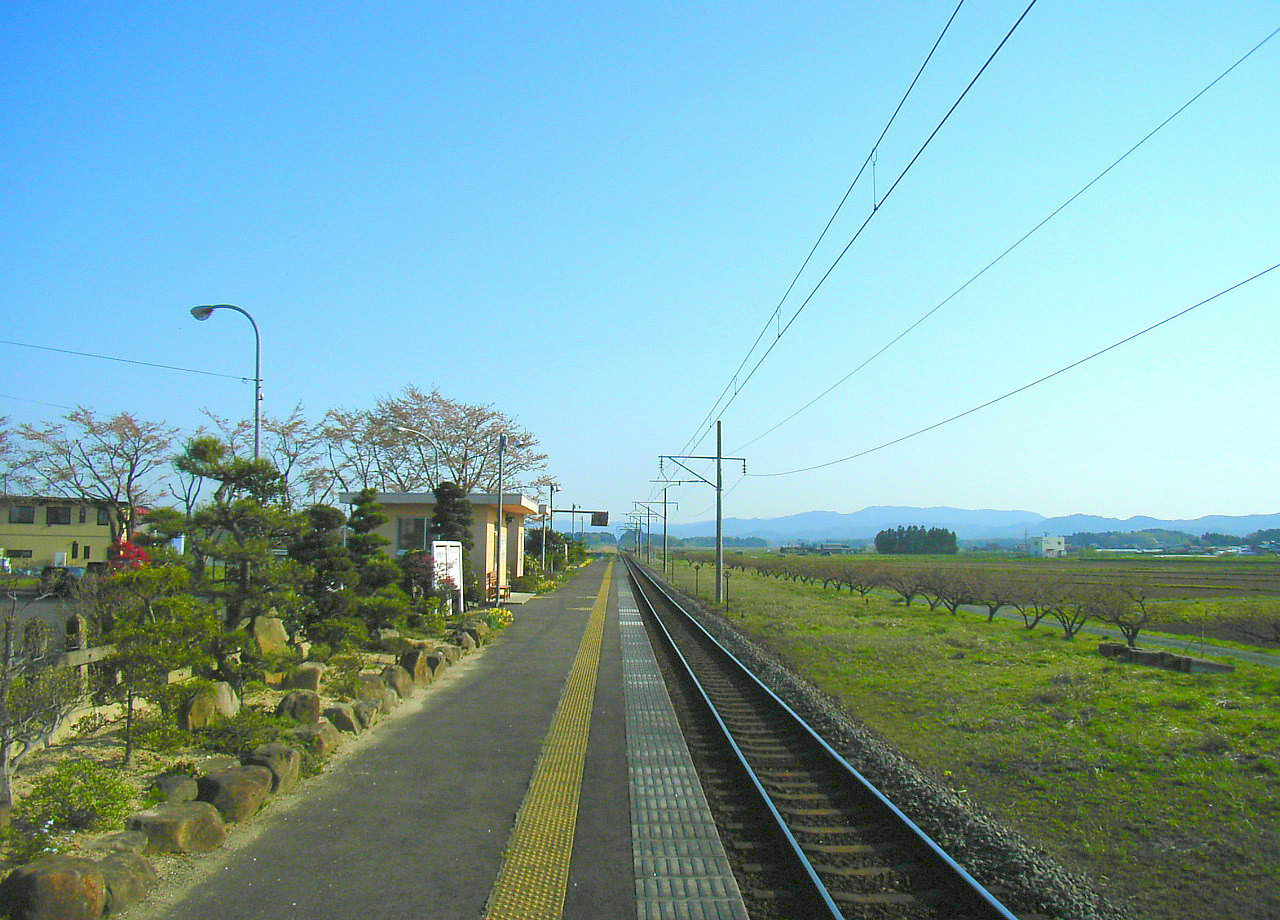
ホーム（2004年4月）

単式ホーム1面1線の地上駅で、無人駅である。改札口はなく、東の小さな駅前広場と直接階段で連絡する。ホーム、待合室、ホームにそって造られた細長い庭園がある。
当駅を交換駅にする構想があったらしく、その準備として駅場内前後の線路がY字ポイント型に曲がっており、現ホームの反対側に交換線をもう1線造れる構造になっている。槻木方に保守用車の横取り線が設置されている。

## 利用状況
近年の乗車人員は以下の通りである。
| 乗降人員推移 | 乗降人員推移     |
| 年度         | 一日平均乗降人員 |
| ------------ | ---------------- |
| 2000         | 195              |
| 2001         | 177              |
| 2002         |                  |
| 2003         |                  |
| 2004         |                  |
| 2005         |                  |
| 2006         |                  |
| 2007         |                  |
| 2008         |                  |
| 2009         |                  |
| 2010         |                  |
| 2011         | 98               |
| 2012         | 104              |
| 2013         | 98               |
| 2014         | 82               |
| 2015         | 101              |
| 2016         | 97               |
| 2017         | 118              |
| 2018         | 125              |

## 駅周辺
周辺には水田が多いが、駅前にあたる東側に住宅地が広がる。商店街はない。
- 角田市役所北郷自治センター
- 北郷郵便局
- 角田市立北郷小学校

## 隣の駅
阿武隈急行
■阿武隈急行線
横倉駅 - 岡駅 - 東船岡駅